# Six Jours de Leipzig
Les Six Jours de Leipzig sont une ancienne course cycliste de six jours disputée à Leipzig, en Allemagne. Quatre éditions sont organisées en 1928 et 1929, puis en 1997 et 1998.

## Palmarès
| Année   | Vainqueur                           | Deuxième                            | Troisième                       |
| ------- | ----------------------------------- | ----------------------------------- | ------------------------------- |
| 1928    | Costante Girardengo Antonio Negrini | Erich Junge Willy Rieger            | Oskar Tietz Jules Van Hevel     |
| 1929    | Karl Göbel Emil Richli              | Paul Buschenhagen Théo Frankenstein | Gottfried Hürtgen Viktor Rausch |
| 1930-96 | Non-disputés                        |                                     |                                 |
| 1997    | Kurt Betschart Bruno Risi           | Silvio Martinello Marco Villa       | Jimmi Madsen Jens Veggerby      |
| 1998    | Andreas Kappes Etienne De Wilde     | Tayeb Braikia Jimmi Madsen          | Jens Lehmann Scott McGrory      |